# Finnlines
Finnlines Plc (фин.: Finnlines Oyj) — финская судоходная компания — оператор грузо-пассажирских паромов-ролкеров на Балтике, Северном море и в Бискайском заливе.
С 2008 года держателем контрольного пакета акций Finnlines является крупнейший океанский паромный перевозчик, компания Grimaldi Group.
Компания владеет следующими компаниями-операторами паромных линий — Trans-Russia Express и Polfin Line, а также портовым оператором Finnsteve.
NordöLink предоставляет услуги ро-пасса между Мальмё, Швеция, и Травемюнде, Германия. FinnLink работает между Наантали, Финляндия, и Капельшер, Швеция.

## История
Компания возникла  как подразделение компании Merivienti Oy, основанной в 1947 году финской лесопромышленной компанией Enso-Gutzeit и финской компанией Kansaneläkelaitos для транспортировки леса из Финляндии в страны Западной Европы.
Летом 1947 года компания Merivienti Oy приобрела три подержанных парохода и открыла линию на западное побережье США. В этом же году Merivienti Oy приобрела ещё три парохода — «Хамина», «Панкакоски» и «Торнатор», для оперирования этими судами, и была создана в ноябре 1947 года компания Finnlines. В 1950 году флот был расширен. В 1955 году открыта линия на Англию.
Компания впервые начала перевозить пассажиров в 1962 году, когда автомобильный паром MS Hansa Express открыл новую услугу, соединяющую Ханко, Финляндия, с Травемюнде, Германия, через Висбю в Швеции.
Компания начала пассажирские перевозки в 1962 году на линии между Финляндией и Германией.
В 1973 году Finnlines приобрела MS Stena Atlantica у Stena Line и переименовала ее в MS Finnpartner для обслуживания Германии вместе с Finnhansa. Зимой второго финского партнера отправили в круиз по Средиземному морю. В том же году Finnlines разместила заказ на верфи Wärtsilä Helsinki на новый паром с газовой турбиной для сообщения Финляндия-Германия, который должен был стать самым большим, самым длинным и самым быстрым в мире.
В 2004 году Finnlines решила еще больше упростить множество имен, под которыми она управляла судами, объединив Finnlink и Nordö-Link в головную компанию. Finnlines также заказала пять новых больших паромов для перевозки пассажиров на итальянской верфи Fincantieri. После многочисленных задержек первое судно, MS Finnstar, было доставлено в августе 2006 года для перевозки Хельсинки-Травемюнде, MS Finnmaid последовало позже в том же году, а MS Finnlady, MS Europalink и MS Nordlink были доставлены в феврале, марте и июле 2007 года соответственно.

## Линии
Паромы Finnlines курсируют круглый год.
С 2010 года паромы Finnlines осуществляют регулярные заходы в Санкт-Петербург из ряда европейских портов: Бильбао (Испания), Антверпен (Бельгия), Гуль (Великобритания), Хельсинки (Финляндия).
С 2012 года каждые две недели паромы Finnlines осуществляют судозаход в порт Усть-Луга из Орхус (Дания), Валхамн (Швеция).

## Флот
По состоянию на начало 2013 года компания оперирует 23 судами.
- Паром Nordlink
- Паром Finnclipper
- Паром Finntrader
- Паром Finnfellow